# Madreporiet

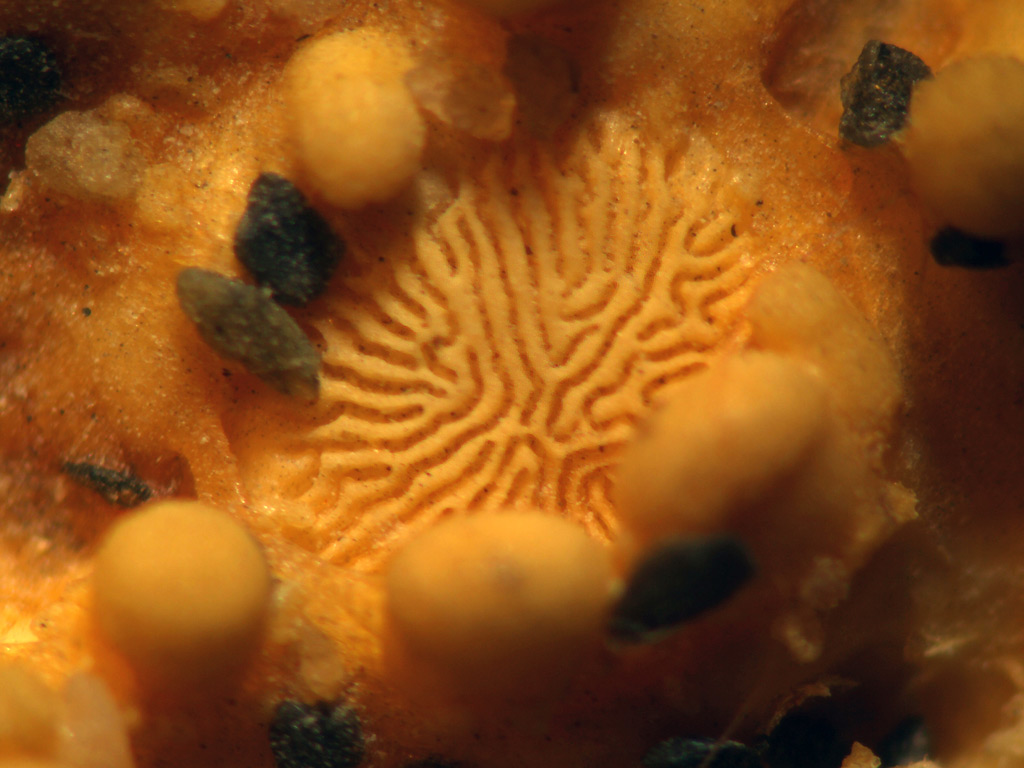
De zeefplaat van vermoedelijk een soort uit het geslacht Asterias.

De madreporiet of zeefplaat is een verharde structuur in de huid van verschillende stekelhuidigen. Zeesterren hebben vaak een enkele madreporiet die aan de bovenzijde is gelegen en door de lichaamswand steekt. Bij zeekomkommers zijn vaak meerdere zeefplaten aanwezig die in het lichaam zijn gelegen, onder de huid. De zeefplaat speelt een rol bij het watervaatstelsel van stekelhuidigen.
Het oppervlak van de zeefplaat vertoont gekromde en onregelmatige groeven. Deze doen soms denken aan de structuur van de menselijke hersenen. De naam madreporiet is afgeleid van Madrepora, de geslachtsnaam die Linnaeus in 1758 gaf aan de groep koralen waartoe ook het hersenkoraal Madrepora labyrinthiformis (nu Diploria labyrinthiformis) hoorde, en waarbij de oppervlaktestructuur eenzelfde gelijkenis met hersenen vertoont. De madreporiet is inclusief de poriën geheel bedekt met een zeer dunne huid die voorzien is van trilharen (cilia). Deze zorgen voor een waterstroom van buiten naar binnen het steenkanaal van het watervaatstelsel.
De naam zeefplaat wordt ook gebruikt voor het cribellum van spinnen.